# Rju Mijong
Rju Mijong (hangul: 류미영, handzsa: 柳美英, RR: Ryu Mi Yong; 1921. február 14. – 2016. november 23.) Észak-Koreában letelepedett dél-koreai menekült, politikus, a Cshondoista Cshongu Párt elnöke.

## Élete
1921-ben született, 16 évesen házasodott össze Cshö Doksinnal (Choe Tok Sin-nal).
1986 áprilisában férjével Észak-Koreába költözött, ahol menekültstátuszt kapott.